# Emiliano Albín
Emiliano Albín Antognazza, mais conhecido como Emiliano Albín (Sauce, 24 de janeiro de 1989) é um ex-futebolista uruguaio que jogava como volante ou lateral.

## Carreira
Ele fez parte do elenco da Seleção Uruguaia de Futebol da Olimpíadas de 2012.

## Títulos
Peñarol
- Campeonato Uruguaio: 2009-10